# Liste der Stolpersteine im Bratislavský kraj

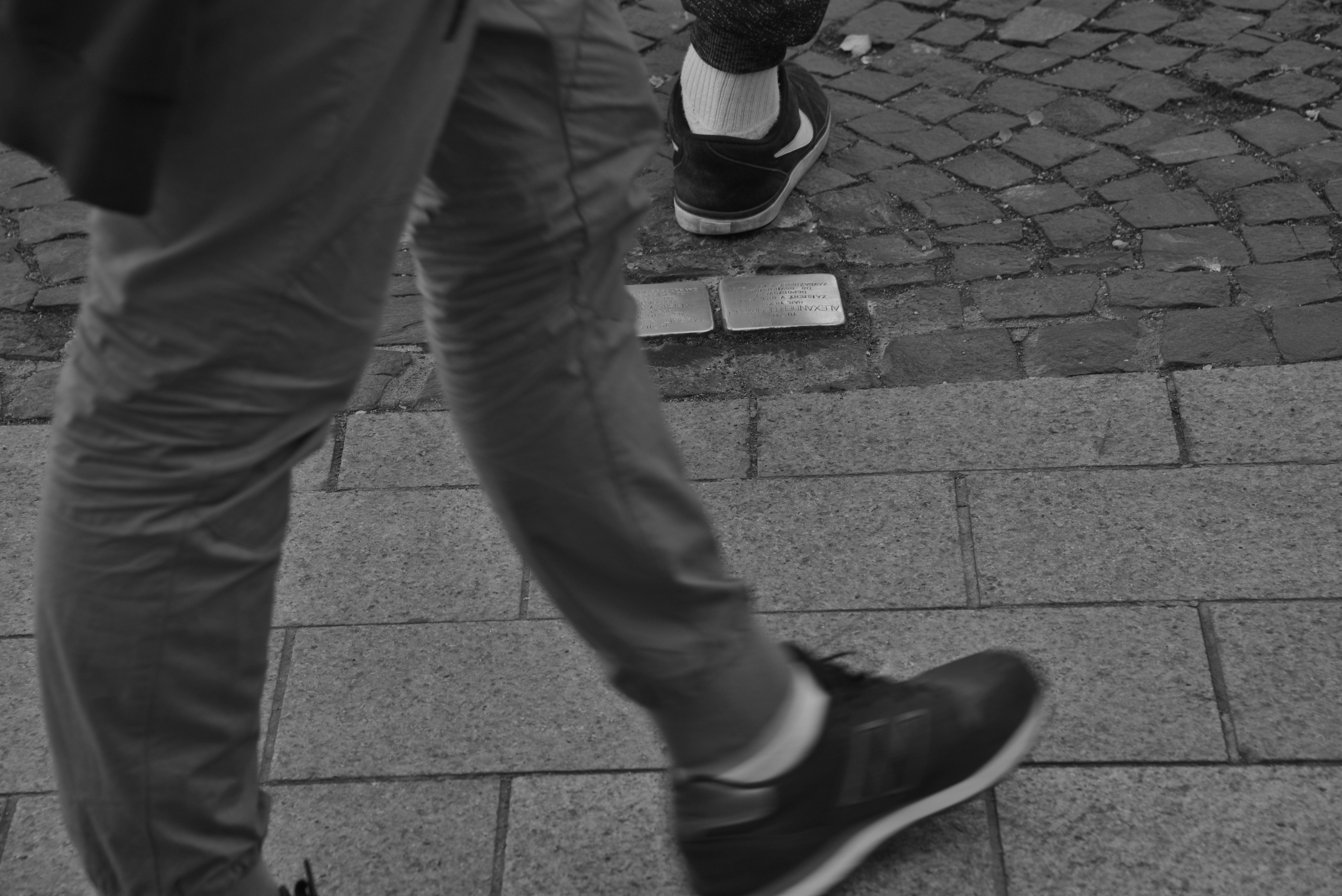
Stolpersteine für die Familie Neumann in Bratislava

Die Liste der Stolpersteine im Bratislavský kraj enthält die Stolpersteine in der slowakischen Region Bratislavský kraj (Bratislavaer Landschaftsverband). Stolpersteine erinnern an das Schicksal der Menschen der jeweiligen Stadt, die von Nationalsozialisten ermordet, deportiert, vertrieben oder in den Suizid getrieben wurden. Die Stolpersteine wurden von Gunter Demnig verlegt. Im Regelfall werden sie vor dem letzten selbstgewählten Wohnort des Opfers verlegt.
Die Stolpersteine werden auf Slowakisch pripomienkové kamene beziehungsweise pamätné kamene (beides für „Gedenksteine“), alternativ auch „Stolpersteine“, genannt.

## Verlegte Stolpersteine

### Bratislava
In Bratislava wurden 33 Stolpersteine an sechzehn Anschriften verlegt. (Stand: Oktober 2021)
| Stolperstein | Übersetzung | Verlegort           | Name, Leben |
| ------------ | --- | ------------------- | --- |
|              | HIER LEBTE GIZELA FLEISCHMANNOVÁ GEB. FISCHEROVÁ GEB. 1892 DEPORTIERT 1944 NACH SERED DANN NACH AUSCHWITZ ERMORDET                                            | Klariská 333/7      | Gizela Fleischmannová, geborene Fischer, wurde am 21. Januar 1892 in Bratislava geboren und war eine slowakische Frauenrechtlerin und Widerstandskämpferin. Als Präsidentin der slowakischen Sektion der Women’s International Zionist Organisation wurde sie eine Führungsperson der zionistischen Frauenbewegung in der Slowakei. Ab 1941 war sie im Verband Hechaluz aktiv, der die jüdische Einwanderung nach Palästina (Alija) und deren Vorbereitung (Hachschara) zum Ziel hatte. Am 28. September 1944 wurde sie im Zuge der Razzien nach dem slowakischen Nationalaufstand verhaftet und ins KZ Sereď deportiert. Weil sie sich weigerte, andere zu verraten, wurde sie im Oktober 1944 mit dem letzten Transport von der Slowakei ins Vernichtungslager Auschwitz deportiert und direkt nach der Ankunft ermordet. Sie war mit dem Kaufmann Josef Fleischmann verheiratet, der 1942 verstarb, und hatte zwei Töchter, Alice und Judith, die beide den Holocaust überlebten. |
|              | HIER LEBTE JOSEF FRANKL GEB. 1871 AUF DER FLUCHT VERHAFTET 1942 ERMORDET IN PODUNAJSKÉ BISKUPICE                                                              | Panská 6            | Josef Frankl |
|              | HIER LEBTE LEO FRANKL GEB. 1907 DEPORTIERT 1942 NACH MAJDANEK ERMORDET                                                                                        | Panská 6            | Leo Frankl |
|              | HIER LEBTE GUSTÁV GRÁF GEB. 1881 VERHAFTET IM HERBST 1942 IN DÚBRAVKA DEPORTIERT NACH SERED NACH SACHSENHAUSEN ERMORDET                                       | Paulínyho 1         | Gustav Graf |
|              | HIER LEBTE JIŘÍ GRÁF GEB. 1926 VERHAFTET 1942 IN PRAG DEPORTIERT NACH SERED NACH MALY TROSTINEZ ERMORDET                                                      | Paulínyho 1         | Jiří Graf |
|              | HIER LEBTE KAMILA GRÁFOVÁ GEB. LÖWNEROVÉ GEB. 1891 VERHAFTET IM HERBST 1944 IN DÚBRAVKA DEPORTIERT NACH SERED NACH RAVENSBRÜCK ERMORDET                       |                     | Kamila Graf |
|              | HIER LEBTE PAVEL GRÁF GEB. 1928 VERHAFTET IM HERBST 1942 IN DÚBRAVKA DEPORTIERT NACH SERED NACH SACHSENHAUSEN NACH BUCHENWALD HAT ÜBERLEBT                    | Paulínyho 1         | Pavel Graf |
|              | HIER LEBTE IVAN MARKOVIČ GEB. 1888 VERHAFTET AM 1.9.1939 IN PRAG DEPORTIERT 1939 NACH DACHAU DANN NACH BUCHENWALD ERMORDET AM 16.2.1944                       | Boženy Němcovej 2   | Ivan Markovič (1888–1944) |
|              | HIER LEBTE JÚLIUS MAYER GEB. 1895 DEPORTIERT 1944 ERMORDET 3.2.1945 IN BUCHENWALD                                                                             | Palackého 49/4      | Július Mayer wurde am 6. April 1895 als Sohn von Leopold und Rosalia Mayer in Svätý Jur geboren, einer Kleinstadt in der Westslowakei. Er lebte in Bratislava und heiratete Margot Scheimowitz, geb. 1902 in Šúrovce. 1944 wurde er deportiert und am 3. Februar 1945 im KZ Buchenwald ermordet. Das Paar hatte zwei Kinder, deren Namen und Schicksal unbekannt sind. Seine Witwe verstarb 1974 in Israel. |
|              | HIER LEBTE ALEXANDER NEUMANN GEB. 1876 FESTGENOMMEN IM OKT. 1944 DEPORTIERT NACH AUSCHWITZ ERMORDET IM JAN. 1945                                              | Hlavné námestie 5   | Alexander Neumann |
|              | HIER LEBTE MARGIT NEUMANN GEB. SCHLESINGER GEB. 1890 FESTGENOMMEN IM NOV. 1944 DEPORTIERT NACH SERED DANN NACH RAVENSBRÜCK ERMORDET IM FEB. 1945              | Hlavné námestie 5   | Margit Neumann |
|              | HIER LEBTE JAKUB OESTERREICHER GEB. 1891 DEPORTIERT 1944 NACH AUSCHWITZ ERMORDET                                                                              | Tolstého 851/9      | Jakub Oesterreicher, auch Iakob, geboren 1891, war Arzt und arbeitete zuletzt am Jüdischen Spital von Bratislava. Er war mit Josefa Wasserfogl verheiratet. Ob die beiden Kinder hatten, ist nicht bekannt. Beide wurden 1944 ins KZ Auschwitz-Birkenau deportiert und dort ermordet. |
|              | HIER LEBTE JOZEFA OESTERREICHEROVÁ GEB. WASSERFOGL GEB. 1896 DEPORTIERT 1944 NACH AUSCHWITZ ERMORDET                                                          | Tolstého 851/9      | Jozefa Oesterreicherová geb. Wasserfogl war Jahrgang 1896. Sie heiratete den Arzt Jakub Österreicher und wurde mit ihm 1944 ins KZ Auschwitz-Birkenau deportiert und dort ermordet. |
|              | HIER ARBEITETE JÁN ORSZÁGH GEB. 1898 VERHAFTET 4.2.1945 DEPORTIERT 10.4.1945 NACH MAUTHAUSEN DORT ERMORDET                                                    | Námestie Slobody 1  | Ján Országh (1898–1945) |
|              | HIER LEBTE DR. EMIL PÁSZTOR GEB. 1887 ZUR ZWANGSARBEIT DEPORTIERT 1942 NACH AUSCHWITZ 1944 ERMORDET                                                           | Kúpeľná 30/3        | Emil Pásztor (1887–1944) |
|              | HIER LEBTE PAVOL ROTTER GEB. 1914 DEPORTIERT 1942 NACH SERED NACH LUBLIN-MAJDANEK ERMORDET                                                                    | Štúrova 12          | Pavol Rotter wurde 1914 geboren und lebte während des Krieges in Bratislava. Am 30. März 1942 wurde er von Sered ins KZ Majdanek deportiert und dort ermordet. |
|              | HIER LEBTE ŠALAMON ROTTER GEB. 1879 DEPORTIERT 1944 NACH SERED NACH AUSCHWITZ ERMORDET                                                                        | Gorkého 4           | Šalomon Rotter wurde 1879 geboren, von den Nationalsozialisten 1944 zuerst nach Sereď und danach ins KZ Auschwitz deportiert. Er wurde dort ermordet. |
|              | HIER LEBTE ELZA ROTTEROVÁ GEB. SPITZEROVÁ GEB. 1889 DEPORTIERT 1944 NACH SERED NACH AUSCHWITZ ERMORDET                                                        | Gorkého 4           | Elza Rotterová (geb. Spitzerová) wurde 1889 als Tochter von Max und Eva Shpitzer geboren. Sie war Lehrerin und mit Salomon Rotter verheiratet. Sie wurde von den Nationalsozialisten 1944 zuerst nach Sereď und danach ins KZ Auschwitz deportiert. Sie wurde dort ermordet. |
|              | HIER LEBTE EVA ROTTEROVÁ GEB. 1926 DEPORTIERT 1942 NACH SOBIBOR ERMORDET                                                                                      | Štúrova 12          | Eva Rotterová wurde am 5. Februar 1926 in Bratislava als Tochter von Isaak und Therese Rotter geboren. Zusammen mit ihrer Mutter wurde sie am 7. Juni 1942 ins KZ Sobibor deportiert und dort ermordet. |
|              | HIER LEBTE TEREZIA ROTTEROVÁ GEB. NEUVAT GEB. 1890 DEPORTIERT 1942 NACH SOBIBOR ERMORDET                                                                      | Štúrova 12          | Terézia Rotterová, geborene Neurath, wurde am 25. Oktober 1890 in Trnava geboren und arbeitete in Bratislava als Hausfrau. Am 7. Juni 1942 wurde sie zusammen mit ihrer Tochter Eva ins KZ Sobibor deportiert und dort ermordet. |
|              | HIER LEBTE MANFRED-MORITZ RÜBNER GEB. 1885 FESTGENOMMEN IN [ŠAŠTÍNA] INTERNIERT IN ŽILINA DEPORTIERT 1942 NACH AUSCHWITZ ERMORDET AM 16.6.1942                | Grösslingová ul. 55 | Manfred-Moritz Rübner |
|              | HIER LEBTE ALICA RÜBNEROVÁ GEB. 1929 FESTGENOMMEN IN [ŠAŠTÍNA] INTERNIERT IN ŽILINA DEPORTIERT 1942 NACH AUSCHWITZ ERMORDET AM 12.6.1942                      | Grösslingová ul. 55 | Alica Rübnerová |
|              | HIER LEBTE ELIZABETA RÜBNEROVÁ GEB. GRÜNWALDOVÁ GEB. 1899 FESTGENOMMEN IN [ŠAŠTÍNA] INTERNIERT IN ŽILINA DEPORTIERT 1942 NACH AUSCHWITZ ERMORDET AM 12.6.1942 | Grösslingová ul. 55 | Elizabeta Rübnerová |
|              | HIER LEBTE ROZÁLIA SCHEIMOVITZOVÁ GEB. 1869 DEPORTIERT 1944 ERMORDET 7.3.1945 IN BERGEN-BELSEN                                                                | Palackého 49/4      | Rozália Scheimovitzová, geborene Löwy, wurde 1869 bei Nitra geboren. Sie war mit Moritz Scheimowitz (1857–1938) verheiratet und lebte zunächst in Veľké Šúrovce, während des Krieges dann in Bratislava. Das Ehepaar hatte acht Kinder und zumindest acht Enkelkinder. Die vier Söhne hießen Artur, Julius, Geza Schuri und Oskar, die vier Töchter Valeria, die im Kindbett starb, Adela verehel. Fried, Margot verehel. Mayer und Julia verehel. Sarlota Reichental. 1944 wurde Rozália Scheimovitzová deportiert und am 7. März 1945 im KZ Bergen-Belsen ermordet. Zwei ihrer Söhne, Geza Schuri und Oskar, sowie Tochter Adela wurden ebenfalls von den Nazis ermordet Des Schicksal der anderen beiden Söhne ist ungeklärt, sie wurden mit hoher Wahrscheinlichkeit ebenfalls Opfer der Shoah. Zwei Töchter, Margot und Julia, konnten sich rechtzeitig in Sicherheit bringen und lebten dann in Israel. Sie verstarben 1974 bzw. 2003.                                         |
|              | HIER LEBTE JONÁŠ UNREICH GEB. 1874 DEPORTIERT 1944 NACH AUSCHWITZ ERMORDET                                                                                    | Kapucínska 9        | Jonáš Unreich wurde 1874 geboren. Er heiratete Regina Grünhut. Das Paar hatte einen Sohn, David Unreich, geboren am 30. Juli 1907 in Bratislava, der als Ringer weltberühmt wurde. Der Sohn lebte bis 1939 bei den Eltern. Jonas Unreich wurde 1944 von den Nationalsozialisten ins KZ Auschwitz deportiert und dort ermordet. |
|              | HIER LEBTE REGINA UNREICHOVÁ GEB. GRÜNHUT GEB. 1879 DEPORTIERT 1944 NACH AUSCHWITZ ERMORDET                                                                   | Kapucínska 9        | Regina Unreichová (geb. Grünhut) wurde 1874 geboren, heiratete Jonas Unreich und hatte mit ihm einen Sohn, David Unreich, geboren am 30. Juli 1907 in Bratislava, der als Ringer weltberühmt wurde. Der Sohn lebte bis 1939 bei den Eltern, konnte dem NS-Terror aber rechtzeitig entkommen. Regina Unreichová wurde 1944 von den Nationalsozialisten 1944 ins KZ Auschwitz deportiert und dort ermordet. |
|              | HIER LEBTE IGNÁC VÉCSEI GEB. 1883 NACH DEN DEPORTATIONEN 1944 VERSCHWUNDEN                                                                                    | Hlboka cesta 963/3  | Ignác Vécsei wurde 1889 geboren. Er studierte Architektur und gründete 1924 gemeinsam mit seinem Kollegen Weinwurm ein Architekturbüro. Er verschwand im Rahmen einer Deportation im Jahr 1944. |
|              | HIER LEBTE ŠTEFAN VÉCSEI GEB. 1923 NACH DEN DEPORTATIONEN 1944 VERSCHWUNDEN                                                                                   | Hlboka cesta 963/3  | Štefan Vécsei wurde 1923 geboren, mutmaßlich als Sohn von Ignác und Josefa Vécsei. Er verschwand im Rahmen einer Deportation im Jahr 1944. |
|              | HIER LEBTE JOZEFA VÉCSEIOVÁ GEB. 1896 NACH DEN DEPORTATIONEN 1944 VERSCHWUNDEN                                                                                | Hlboka cesta 963/3  | Jozefa Vécseiová wurde 1896 geboren. Sie war mutmaßlich die Frau von Ignác Vécsei und die Mutter von Štefan Vécsei. Sie verschwand im Rahmen einer Deportation im Jahr 1944. |
|              | HIER LEBTE FRIEDRICH WEINWURM GEB. 1885 NACH DER FLUCHT 1942 VERSCHWUNDEN                                                                                     | Gorkého 201/11      | Friedrich Weinwurm kam am 30. August 1885 in Borský Mikuláš, als Sohn des Ziegelei Besitzers Nathan Weinwurm und Fani (geborene Grünhut) zur Welt. Er studierte Architektur an den Technischen Hochschulen in Berlin und Dresden und kämpfte danach im Ersten Weltkrieg, wo er schwer verletzt wurde. Später eröffnete er in Bratislava mit seinem Kollegen Ignác Vécsei ein Architekturbüro. Seine wichtigsten Werke befinden sich in den Städten Nitra, Žilina und Piešťany. Es wird angenommen, dass er 1942 bei seiner Flucht an der ungarisch-slowakischen Grenze ums Leben gekommen ist. |
|              | HIER LEBTE LAZAR WEISSFISCH GEB. 1895 DEPORTIERT 1942 NACH AUSCHWITZ ERMORDET                                                                                 | Godrova 2           | Lazar Weissfisch wurde 1895 in Bratislava geboren. Er war der Sohn von Osias und Genendel Weissfisch. Er war mit Terézia geb. Unreich verheiratet. Seine Frau wurde auch Reizi genannt. Das Paar hatte zwei Töchter, Judita, auch Judid oder Yehudit genannt (geboren 1935 oder 1936), und Miriam (geboren 1937 oder 1938). Er wurde 1942 ins KZ Auschwitz deportiert und dort ermordet. Zwei Jahre nach seiner Deportation und Ermordung wurde auch seine Familie ermordet. |
|              | HIER LEBTE JUDITA WEISSFISCHOVÁ GEB. 1935 DEPORTIERT 1944 NACH AUSCHWITZ ERMORDET                                                                             | Godrova 2           | Judita Weissfischová wurde 1935 geboren, 1944 ins KZ Auschwitz deportiert und dort ermordet. |
|              | HIER LEBTE MIRIAM WEISSFISCHOVÁ GEB. 1938 DEPORTIERT 1944 NACH AUSCHWITZ ERMORDET                                                                             | Godrova 2           | Miriam Weissfischová wurde 1938 geboren, 1944 ins KZ Auschwitz deportiert und dort ermordet. |
|              | HIER LEBTE TERÉZIA WEISSFISCHOVÁ GEB. UNREICH GEB. 1901 DEPORTIERT 1944 NACH AUSCHWITZ ERMORDET                                                               | Godrova 2           | Terézia Weissfischová geb. Unreich wurde 1901 geboren, 1944 ins KZ Auschwitz deportiert und dort ermordet. |

### Častá
In Častá wurden drei Stolpersteine an zwei Anschriften verlegt.
| Stolperstein | Übersetzung                                                                                      | Verlegort                             | Name, Leben |
| ------------ | ------------------------------------------------------------------------------------------------ | ------------------------------------- | --- |
|              | HIER LEBTE TERÉZIA BECKOVÁ GEB. 1922 DEPORTIERT 1942 AUSCHWITZ ERMORDET 1942                     | Hlavná 3                              | Teréza Becková wurde 1922 geboren und 1942 ins KZ Auschwitz deportiert, wo sie vom NS-Regime ermordet wurde.                                     |
|              | HIER LEBTE BERNHARD SPITZ GEB. 1878 DEPORTIERT 1942 SOBIBOR ERMORDET 12.6.1942                   | Hlavnej ulici č. 5 a 157 (Hlavná 165) | Bernhard Spitz wurde 1878 geboren und 1942 ins KZ Sobibor deportiert, wo er am 12. Juni 1942 vom NS-Regime ermordet wurde.                       |
|              | HIER LEBTE MATILDA SPITZOVÁ GEB. NEUMANNOVÁ GEB. 1878 DEPORTIERT 1942 SOBIBOR ERMORDET 12.6.1942 | Hlavnej ulici č. 5 a 157 (Hlavná 165) | Matilda Spitzová (geb. Neumannová) wurde 1878 geboren und 1942 nach KZ Sobibor deportiert, wo sie am 12. Juni 1942 vom NS-Regime ermordet wurde. |

### Dubová
In Dubová wurden drei Stolpersteine an einer Anschrift verlegt.
| Stolperstein | Übersetzung                                                                           | Verlegort     | Name, Leben |
| ------------ | ------------------------------------------------------------------------------------- | ------------- | --- |
|              | HIER LEBTE SAMUEL GROSS GEB. 1891 DEPORTIERT 1942 NACH AUSCHWITZ DORT ERMORDET 1942   | Hlavná 60/198 | Samuel Gross wurde am 25. Juni 1891 in Dubová als Sohn von Markus und Julie Gross geboren. Der Mädchenname seiner Mutter war Pretzelmajer. Er war Gemischtwarenhändler in seiner Heimatstadt. Er wurde gemeinsam mit seinen zwei Töchtern Erika und Laura verhaftet, nach Žilina verschleppt, am 29. April 1942 ins KZ Auschwitz deportiert. Dort wurde er am 22. Mai 1942 ermordet. Auch seine Eltern überlebten das KZ nicht. |
|              | HIER LEBTE ERIKA GROSSOVÁ GEB. 1929 DEPORTIERT 1942 NACH AUSCHWITZ DORT ERMORDET 1942 | Hlavná 60/198 | Erika Grossová wurde am 26. Januar 1929 in Csaszko im Nitriansky kraj geboren. Sie wurde am 29. April 1942 von Žilina in das KZ Auschwitz deportiert, wo sie vom NS-Regime ermordet wurde. |
|              | HIER LEBTE LAURA GROSSOVÁ GEB. 1923 DEPORTIERT 1942 NACH AUSCHWITZ DORT ERMORDET 1942 | Hlavná 60/198 | Laura Grossová wurde am 24. November 1923 geboren. Sie wurde laut Stolperstein 1942 ins KZ Auschwitz deportiert, laut Yad Vashem am 27. März 1942 über das Lager Patronka in die Gegend von Lublin deportiert. Gesichert ist, dass Laura Grossová im Rahmen der Shoah ermordet wurde. |

### Pezinok
In Pezinok wurden sieben Stolpersteine an drei Anschriften verlegt.
| Stolperstein | Übersetzung | Verlegort           | Name, Leben                    |
| ------------ | --- | ------------------- | ------------------------------ |
|              | HIER LEBTE ARPÁD KOHN GEB. 1899 DEPORTIERT 1944 NACH BERGEN-BELSEN ERMORDET 1945                               |                     | Arpád Kohn                     |
|              | HIER LEBTE HELENA KOHNOVÁ GEB. REISNEROVÁ GEB. 1907 DEPORTIERT 1944 NACH AUSCHWITZ ERMORDET 1945 BERGEN-BELSEN |                     | Helena Kohnová geb. Reisnerová |
|              | HIER LEBTE EUGEN LAMPL GEB. 1922 DEPORTIERT 1942 NACH LUBLIN ERMORDET 1942                                     |                     | Eugen Lampl                    |
|              | HIER LEBTE ŠIMON ELIÁŠ LAMPL GEB. 1896 DEPORTIERT 1942 NACH AUSCHWITZ ERMORDET AM 28.7.1942                    |                     | Simon Elias Lampl              |
|              | HIER LEBTE ETELA LAMPLOVÁ GEB. ŠPRONCOVÁ GEB. 1894 DEPORTIERT 1942 NACH AUSCHWITZ ERMORDET AM 18.5.1942        |                     | Etela Lamplová geb. Šproncová  |
|              | HIER LEBTE HEDVIGA LAMPLOVÁ GEB. 1928 DEPORTIERT 1942 NACH AUSCHWITZ ERMORDET AM 10.5.1942                     |                     | Hedviga Lamplová               |
|              | HIER WOHNTE IDA REISNEROVÁ GEB. UNGAROVÁ GEB. 1883 DEPORTIERT 1942 NACH AUSCHWITZ ERMORDET 1942                | Radničné námestie 1 | Ida Reisnerová geb. Ungarová   |

## Verlegedaten
Die Stolpersteine dieser Region wurden an den folgenden Tagen, bis ins Jahr 2018, vom Künstler Gunter Demnig persönlich verlegt:
- 22. September 2014: Častá, Bratislava (Gorkého 201/11, Hlboka cesta 963/3, Palackého 49/4)
- 8. August 2015: Dubová
- 8. August 2015: Bratislava (Klariská 333/7, Štúrova 12, Tolstého 851/9)
- 15. August 2016: Bratislava (Godrova 2, Gorkého 4, Kapucínska 9)
- 25. September 2017: Pezinok
- 13. August 2018: Bratislava (Paulínyho 1)
- 9. Januar 2020: Bratislava (Námestie Slobody 1)
- 9. September 2021: Bratislava (Kúpeľná 30/3)
- 7. Oktober 2021: Bratislava (Panská 6)